# Michel Béchet (Radsportler)
Michel Béchet, auch oft Michel Bechet geschrieben, (* 8. Juli 1941 in Theuville; † 20. Februar 2019 in Senneville) war ein französischer Radrennfahrer und Weltmeister im Radsport.

## Sportliche Laufbahn
Am Beginn seiner Laufbahn stand der Sieg im Einzelzeitfahren Grand Prix de France 1959, den er 1962 wiederholen konnte. Ein Jahr später folgte bereits der größte Erfolg seiner Karriere, er wurde mit dem französischen Team bei den UCI-Straßen-Weltmeisterschaften Sieger im Mannschaftszeitfahren (mit Georges Chappe, Marcel-Ernest Bidault und Dominique Motte). Zudem war er Zweiter der Circuit de la Sarthe. Bei der französischen Meisterschaft der Amateure wurde er Zweiter im Straßenrennen. Den Titel des französischen Meisters im Mannschaftszeitfahren errang er im Sommer 1963. Bei Paris–Barentin feierte er einen weiteren Sieg, ein Etappenerfolg in der Route de France folgte kurz darauf. Auch auf der Bahn konnte Béchet einen nationalen Titel gewinnen, 1962 wurde er Sieger in der Mannschaftsverfolgung. Nach einem schweren Sturz beendete er 1963 seine Laufbahn.
Der Vélo Club Fécampois veranstaltet jedes Jahr ein nach Michel Béchet benanntes Radrennen.